# Louise M. Ryan
Pour les articles homonymes, voir Ryan.
Louise Marie Ryan est une biostatisticienne et universitaire australienne, dont les recherches concernent l'application des statistiques au cancer et à l'évaluation des risques en santé environnementale. Elle est professeure de statistiques à l'université technologique de Sydney et présidente de la Société biométrique internationale en 2019.

## Biographie
Louise Ryan est diplômée en 1978 en sciences actuarielles de l'université Macquarie. Elle réoriente ses études en statistique sous le mentorat de Don McNeil et obtient son doctorat en 1983 à l'université Harvard, avec une thèse intitulée The Weighted Normal Plot II: Efficiency of Tests for Carcinogenicity, sous la direction d'Arthur P. Dempster,.
Elle est chercheuse postdoctorale à Harvard, où elle est nommée professeure Henry Pickering Walcott de biostatistique. Elle travaille à la Harvard T.H. Chan School of Public Health (en) où elle dirige le département de biostatistique. En 2009, elle revient en Australie en tant que chef de la Division des mathématiques, de l'informatique et des statistiques du Commonwealth Scientific and Industrial Research Organisation (CSIRO),, puis à partir de 2012, elle travaille à l'université technologique de Sydney.
Elle est présidente élue de la Société biométrique internationale et rédactrice en chef de la revue Statistics in Medicine (en),.

## Prix et distinctions
Louise Ryan est élue fellow de la Société américaine de statistique en 1993, et de l'Institut international de statistique. Elle devient membre de l'Académie nationale de médecine des États-Unis en 2008 et membre de l'Académie australienne des sciences en 2012, pour son utilisation des « méthodes statistiques à divers domaines d'intérêt public, y compris le risque financier, le changement climatique et le cancer »,,. Elle est présidente de la Société biométrique internationale en 2019 et garde un mandat institutionnel au sein de la société en 2020
En 1994, l'American Public Health Association (en) lui décerne le prix Mortimer-Spiegelman. En 2006, elle est lauréate du Prix Elizabeth Scott décerné par le Comité des présidents de sociétés statistiques et reçoit la médaille du centenaire 2015 décernée par la Graduate School of Arts and Sciences de l'université Harvard, un prix qu'ont reçu avant elle les écrivaines Margaret Atwood (1990) et Susan Sontag (1991). En 2018, elle reçoit la médaille Pitman de la Société statistique d'Australie. En 2021 elle est lauréate de la médaille Moyal.